# Комлева, Габриэла Трофимовна
Габриэла Трофи́мовна Ко́млева (род. 27 декабря 1938 года, Ленинград, СССР) — советская и российская балерина, балетмейстер, педагог. Народная артистка СССР (1983). Лауреат Государственной премии РСФСР имени М. И. Глинки (1970).

## Биография
Габриэла Комлева родилась 27 декабря 1938 года в Ленинграде. 
Отец – Комлев Трофим Иванович (1904–1942), работал старшим электромехаником в Балтийском пароходстве. Мать – Комлева (Кулявик) Люция Петровна (1910–1987), дочь поляка из-под Варшавы и немки из кронштадтской колонии возле Ораниенбаума.
В 1957 году окончила Ленинградское хореографическое училище (ныне Академия русского балета им. А. Я. Вагановой) (педагоги В. С. Костровицкая, В. П. Мей).
С 1957 года — в Ленинградском театре оперы и балета им. Кирова (ныне Мариинский театр). Сразу показала себя как классическая танцовщица лирико-драматического дарования. Отличное владение техникой классического танца, уверенное мастерство, музыкальность сделали её ведущей балериной театра.
Образы, созданные балериной, незабываемы:

«…В её творчестве совершенство формы инструментального танца соединилось с ярким актёрским талантом, позволяющим исполнять уникальный по разнообразию репертуар — от лирического до трагедийного. Богатство и выразительность красок делали каждую роль эмоционально насыщенной. Выдающаяся исполнительница академического репертуара, признанная „Балерина Петипа“. Образ Никии, созданный Комлевой, потрясает силой чувств. Балерине близки сложные, противоречивые натуры, драматические судьбы, такие как Мехменэ Бану и Хозяйка медной горы…»— Б. А. Илларионов
С 1971 по 1978 год — педагог классического балета Ленинградского хореографического училища.
С 1979 года — педагог, с 1989 — балетмейстер-репетитор Мариинского театра.
В 1984 году окончила балетмейстерское отделение Ленинградской консерватории им. Н. А. Римского-Корсакова. С 1987 года — педагог, в 2011—2013 — заведующая кафедрой хореографии консерватории (с 1994 — профессор).
Преподаёт и ставит танцы за рубежом.
В 1985—2002 годах — ведущая телепрограмм и радиопередач о балете. С 1985 по 1989 год — ведущая цикла передач на Ленинградском телевиденнии «Премудрости Терпсихоры».
Член Союза театральных деятелей РСФСР (с 1963 года).
Член КПСС с 1976 года.
Муж  – Аркадий Андреевич Соколов-Каминский (р.26 апреля 1937 г.) известный советский балетовед, театральный критик и педагог, сотрудник НИИЛГИТМиК, является автором многочисленных публикаций в периодических изданиях и статей по истории балета.

## Награды и звания
- Заслуженная артистка Дагестанской АССР (1968)
- Заслуженная артистка РСФСР (1970)[3]
- Народная артистка РСФСР (1975)
- Народная артистка СССР (1983)
- Государственная премия РСФСР имени М. И. Глинки (1970) — за исполнение партии Ассият в балетном спектакле О. М. Виноградова «Горянка» М. М. Кажлаева, поставленный на сцене Театра имени С. М. Кирова.
- Орден Дружбы (2008)[4]
- Почётная грамота Президента Российской Федерации (31 мая 2019 года) — за заслуги в развитии отечественной культуры и искусства, многолетнюю плодотворную деятельность[5]
- Специальная премия «Золотая маска» «За выдающийся вклад в развитие театрального искусства» (2019)[6].
- II премия Международного конкурса артистов балета в Варне (1966)
- Премия Всесоюзного конкурса новых хореографических номеров (1967)
- Звания «Лучший артист года» (Ленинград, 1968), «Лучший артист года в телефильме» (Ленинград, 1982), «Лучший репетитор» (7-й Международный конкурс артистов балета, Москва, 1993), «Мэтр танца» (Конкурс журнала «Балет» «Душа танца», Москва, 2004)
- Театральная премия Санкт-Петербурга «Золотой софит» (2014) — «за творческое долголетие и уникальный вклад в театральную культуру Санкт-Петербурга»
- Звание «Женщина года» (1995, 1996, 1997, Американский биографический институт)
- Президент Английского общества русского стиля балета (1994).

## Партии
- 1962 — Аврора («Спящая красавица» П. Чайковского)
- 1962 — Хасинта («Лауренсия» А. Крейна, балетмейстер В. Чабукиани)
- 1962 — Сильфида («Сильфида» на музыку Х. С. Левенскольда, балетмейстер А. Бурнонвиль)
- 1963 — Никия («Баядерка» Л. Минкуса, балетмейстер М. Петипа)
- 1963 — Жизель («Жизель» А. Адана, балетмейстер М. Петипа)
- 1963 — Китри («Дон Кихот» Л. Минкуса, балетмейстер А. Горский)
- 1963 — Жемчужина («Конёк-горбунок» Ц. Пуни)
- 1966 — Люсиль Гран («Pas de Quatre» на музыку Ц. Пуни, балетмейстеры Ж. Перро — А. Долин)[7])
- 1968 — Солистка («Дивертисмент» из балета «Пахита» Э. Дельдевеза — Л. Минкуса, балетмейстер М. Петипа)
- 1969 — Одетта и Одиллия («Лебединое озеро» П. Чайковского, балетмейстер Л. Иванов)
- 1969 — Раймонда («Раймонда» А. Глазунова, балетмейстер М. Петипа)
- 1971 — Офелия («Гамлет» Н. Червинского)
- Фея бриллиантов, Фея смелости («Спящая красавица» П. Чайковского)
- Маша («Щелкунчик» П. Чайковский, балетмейстер В. Вайнонен)
- Эсмеральда («Эсмеральда» Ц. Пуни, балетмейстер Ж. Перро)
- Солистка («Шопениана» на музыку Ф. Шопена, возобновление А. Вагановой (1931), балетмейстер М. Фокин)
- Бабочка («Карнавал» на музыку Р. Шумана, балетмейстер М. Фокин)
- Панночка («Тарас Бульба» В. П. Соловьёва-Седого)
- Девушка («Наяда и рыбак» Ц. Пуни)
- Паскуала («Лауренсия» А. Крейна, балетмейстер В. Чабукиани)
- Мирта («Жизель» А. Адана, балетмейстер М. Петипа)
- Повелительница дриад («Дон Кихот» Л. Минкуса, балетмейстер А. Горский)

в балетах Ю. Григоровича:
- 1969 — Хозяйка Медной горы («Каменный цветок» С. Прокофьева, постановка — совместно с А. Шелест)
- 1974 — Мехменэ Бану («Легенда о любви» А. Меликова, постановка — совместно с А. Шелест)

в балетах И. Бельского
- 1959 — Чайка, Потерявшая любимого («Берег надежды» А. Петрова)
- 1961 — Девушка («Ленинградская симфония» Д. Шостаковича)
- Ариадна («Икар», С. Слонимского)

в балетах К. Сергеева
- 1966 — Золушка («Золушка» С. Прокофьева)
- 1963 — Планета («Далёкая планета» Б. Майзеля)
- 1969 — Злюка («Золушка» С. Прокофьева)
- Сари («Тропою грома» К. Караева)

в балетах О. Виноградова
- 1968 — Ассият («Горянка» М. Кажлаева)

в репертуаре более 30 концертных номеров, среди них:
- 1975 — Жар Птица — «Жар-Птица» И. Стравинского, балетмейстер Б. Эйфман
- 1975 — «Ковбои» Т. Когана, балетмейстер Л. Якобсон
- 1979 — «Качуча» Ф. Эльслер, возобновление П. Лакот
- 1982 — «Романс» на музыку Г. Свиридова в постановке Д. Брянцева
- «Чорос» Э. Вилла-Лобоса, балетмейстер Р. Пёти
- «Романтическое pas de deux В. Гзовского[8]

## Балетмейстер
В качестве балетмейстера осуществила перенос и возобновление ряда спектаклей классического наследия:
- «Лебединое озеро» (1986), «Спящая красавица» (1987) (Новосибирский театр оперы и балета)
- «Баядерка» (Свердловский театр оперы и балета, совместно с Н. Янанис, Е. Евтеевой, П. Гусевым)
- «Спящая красавица» (Улан-Удэнский театр оперы и балета)
- «Па де катр» (Театр оперы и балета им. Кирова в Казани)
- Grand pas из «Пахиты», картина «Тени» из «Баядерки», «Шопениана», совместно с Н. Янанис (1990, Штаатс-опера, Берлин)
- Адажио из «Хрустального дворца» (Мариинский театр)
- «Сильфида» (Большой театр; совместно с О. М. Виноградовым, Н. Г. Спицыной)
- «Щелкунчик» (Новый национальный театр, Токио)[9]
- «Па-де-катр» (2002), «Раймонда» (2006) (Михайловский театр, Санкт-Петербург)
- «Спящая красавица» (2011) и «Баядерка» (2012) (Самарский академический театр оперы и балета)
- «Шопениана» (Красноярск, 2012)
- «Баядерка» (Белград (2011), Алма-Ата (2013))
- «Лебединое озеро» (Ростов-на-Дону, 2013)

## Фильмография
- 1974 — Образы танца (фильм-концерт), (Лентелефильм)
- 1977 — Жар-Птица (фильм-балет) — Жар-птица
- 1979 — видеозапись балета «Баядерка» Л. Минкуса, хореография М. Петипа в редакции В. Чабукиани, спектакль ЛГАТОБ им. С. М. Кирова — Никия
- 1981 — Танцует Габриэла Комлева (фильм-концерт)
- 1982 — Ленинградская симфония (фильм-балет) (постановка И. Бельского, на музыку Седьмой симфонии Д. Шостаковича)
- 1985 — Золушка (фильм-балет) — Золушка
- 1985 — Павана Мавра (фильм-балет) — Жена Друга
- 1988 — Шекспириана (фильм-балет) — Эмилия / Гертруда
- 1995 — Мания Жизели — педагог

### Участие в фильмах
- 1980 — Добрый город (документальный)
- 1983 — И каждый вечер в час назначенный... (документальный)
- 1986 — Агриппина Ваганова (документальный)
- 1987 — Неистовая Айседора (документальный) — вариации на темы хореографии Хосе Лимона
- 2010 — Татьяна Вечеслова. Я — балерина (документальный)